# Premio Nacional Vicente Ferrer de Educación al Desarrollo
El Premio Nacional Vicente Ferrer de Educación al Desarrollo es un premio creado en junio de 2009 por el Gobierno de España, en concreto por la Agencia Española de Cooperación Internacional para el Desarrollo (AECID) y el Ministerio de Educación, como homenaje al cooperante español Vicente Ferrer Moncho y concedido anualmente, desde septiembre de 2009, a centros docentes de formación preuniversitaria que fomenten experiencias o proyectos educativos en torno a la búsqueda de soluciones a problemas globales como la pobreza o la educación.
Los premiados en la primera edición no recibieron dotación económica alguna, sino la posibilidad de participar en un seminario de intercambio y formación en buenas prácticas en educación para el desarrollo organizado por la AECID, celebrado del 31 de agosto al 5 de septiembre en el Centro de Formación de la Cooperación Española en Antigua (Guatemala). La ceremonia de entrega se celebra en el acto culminante de la Semana de la Cooperación, destinada a celebrar actos para sensibilizar a los españoles sobre la necesidad de la cooperación internacional.

## Premiados

### 2009
Entregados el 14 de septiembre por el Ministro de Asuntos Exteriores y de Cooperación, Miguel Ángel Moratinos, fueron premiados quince centros de educación.

#### Modalidad infantil
- CEIP Arturo Kanpion, Pamplona (Navarra).
- CEIP San Francisco, Pamplona (Navarra).

#### Modalidad primaria
- CEIP San Blas, Valdeverdeja (Toledo).
- CEIP Sanchis Guarner, Paterna (Valencia).

#### Modalidad Educadión Secundaria Obligatoria
- C.P.I Virxe da Cela, Monfero (La Coruña).
- IES Isla Verde, Algeciras (Cádiz).[5]
- IES Ortega y Gasset (Madrid).
- Colegio Nuestra Señora de Fátima, Madrid.
- IES Realejos, Los Realejos (Santa Cruz de Tenerife).
- IES Valentín Turizo, Colindres (Cantabria).

#### Modalidad bachillerato
- IES Carlos Casares, Viana del Bollo (Orense).
- IES Las Rozas, Madrid.

#### Modalidad formación profesional
- IES Berenguer Dalman, Catarroja (Valencia).
- IES Enríquez Flórez, Burgos.
- IES Lluisa Cura, Barcelona.

### 2010
Ceremonia celebrada el 6 de septiembre, nuevamente fue el ministro Moratinos el encargado de presidirla. Se hizo mención a la liberación de Roque Pasqual y Albert Vilalta, dos cooperantes españoles que pasaron nueve meses secuestrados.

#### Modalidad infantil
- Arbizu, de Pamplona.
- Gloria Fuertes, de Guadalajara.

#### Modalidad primaria
- Inspector Ruperto Escobar, de Sevilla.
- San Miguel, de Murcia.
- Virgilio Nieto, de Asturias.

#### Modalidad Educadión Secundaria Obligatoria
- Bajo Aragón, de Teruel.
- Campos y Torozos, de Valladolid.
- La Garrotxa, de Gerona.
- Llombai, de Castellón.
- Isidra de Guzmán, de Madrid.
- Islas Canarias, de Las Palmas.

#### Modalidad bachillerato
- Montserrat II, de Madrid.
- El Rincón, de Las Palmas.

#### Modalidad formación profesional
- Julio Verne, de Madrid.
- Terra de Trasancos, de La Coruña.